# San Roque (Cádiz)
San Roque er en by og kommune i det sydlige Spanien i provinsen Cádiz. Den har et indbyggertal på 34.190 (2024) indbyggere.